# Amadou Cissé Dia

Amadou Cissé Dia (1960)

Amadou Cissé Dia (* 2. Juni 1915 in Saint-Louis, Senegal; † 1. November 2002 in Dakar) war ein senegalesischer Politiker, der unter anderem mehrmals Minister sowie zwischen 1968 und 1983 Präsident der Nationalversammlung war.

## Leben
Amadou Cissé Dia absolvierte die École normale William Ponty, der Lehrerausbildungsanstalt von Französisch-Westafrika, war von 1946 bis 1952 Mitglied des Generalrates von Französisch-Westafrika und gehörte 1948 neben Léopold Sédar Senghor, Mamadou Dia und Ibrahima Seydou Ndaw zu den Gründern des Bloc démocratique sénégalais (BDS). Er war zwischen März 1952 und März 1957 Mitglied des Territorialrates von Französisch-Westafrika sowie unter anderem bis 1959 Ärztlicher Direktor des Gesundheitsdienstes der Region Kaolack und von Juli 1958 bis Oktober 1959 Präsident der Gegenseitigen Gesellschaft für ländliche Entwicklung SMDR (Société Mutuelle de Développement Rural) der Region Sine-Saloum. Er war Präsident der Delegationskommission der Versammlung der im Januar 1959 gegründeten Mali-Föderation sowie zwischen Februar 1959 und Juli 1960 Stellvertretender Sekretär für Propaganda der 1958 gegründeten Union progressiste sénégalaise (UPS).
In der Regierung der autonomen Republik Senegal unter dem Präsidenten des Regierungsrates Mamadou Dia war Amadou Cissé Dia vom 19. Oktober 1959 bis zum 3. März 1960 zunächst Staatssekretär für Handel und Industrie sowie im Anschluss zwischen dem 3. März 1960 und dem 12. Mai 1961 Minister für Handel und Industrie in der Regierung von Mamadou Dia, der seit dem 18. Mai 1960 Premierminister des Senegal war. 1960 erwarb er ein Medizin-Diplom an der Medizinischen Hochschule in Dakar (Ecole de Médecine). Danach fungierte er vom 13. Mai 1961 bis November 1962 als Minister für Gesundheit und Soziales sowie zwischen November und Dezember 1962 Minister für Unterstützung und technische Zusammenarbeit. Nachdem das Amt des Premierministers am 18. Dezember 1962 abgeschafft wurde, war er von Dezember 1962 bis zum 19. März 1965 Minister für die Streitkräfte in der Regierung von Präsident Léopold Sédar Senghor. Er war zudem Generalsekretär für Koordination der UPS im Département Kaolack sowie Generalsekretär der UPS der Region Sine-Saloum.
Daraufhin fungierte Amadou Cissé Dia zwischen dem 19. März 1965 und dem 5. Juni 1968 Innenminister sowie ab dem 5. Juni 1968 kurzzeitig Beigeordneter Minister bei Staatspräsident Léopold Sédar Senghor. Darüber hinaus war er zeitweilig stellvertretender Generalsekretär der UPS. 1968 wurde er als Nachfolger von Lamine Guèye Präsident der Nationalversammlung (Assemblée nationale du Sénégal). Er bekleidete dieses Amt 15 Jahre lang bis 1983 und wurde dann von Habib Thiam abgelöst.
Für seine langjährigen Verdienste wurde er Großoffizier der Ehrenlegion, Kommandeur des Ordre de la Santé publique, Offizier der Académie sowie Träger der Médaille d’honneur des Epidémies. Dia verfasste zudem mehrere Theaterstücke wie zum Beispiel La mort du Damel sowie Les derniers jours de Lat-Dior.